# McRae (Géorgie)
Pour les articles homonymes, voir McRae.
La ville américaine de McRae est le siège du comté de Telfair, dans l’État de Géorgie. Lors du recensement de 2010, sa population s’élevait à 5 740 habitants.

## Patrimoine

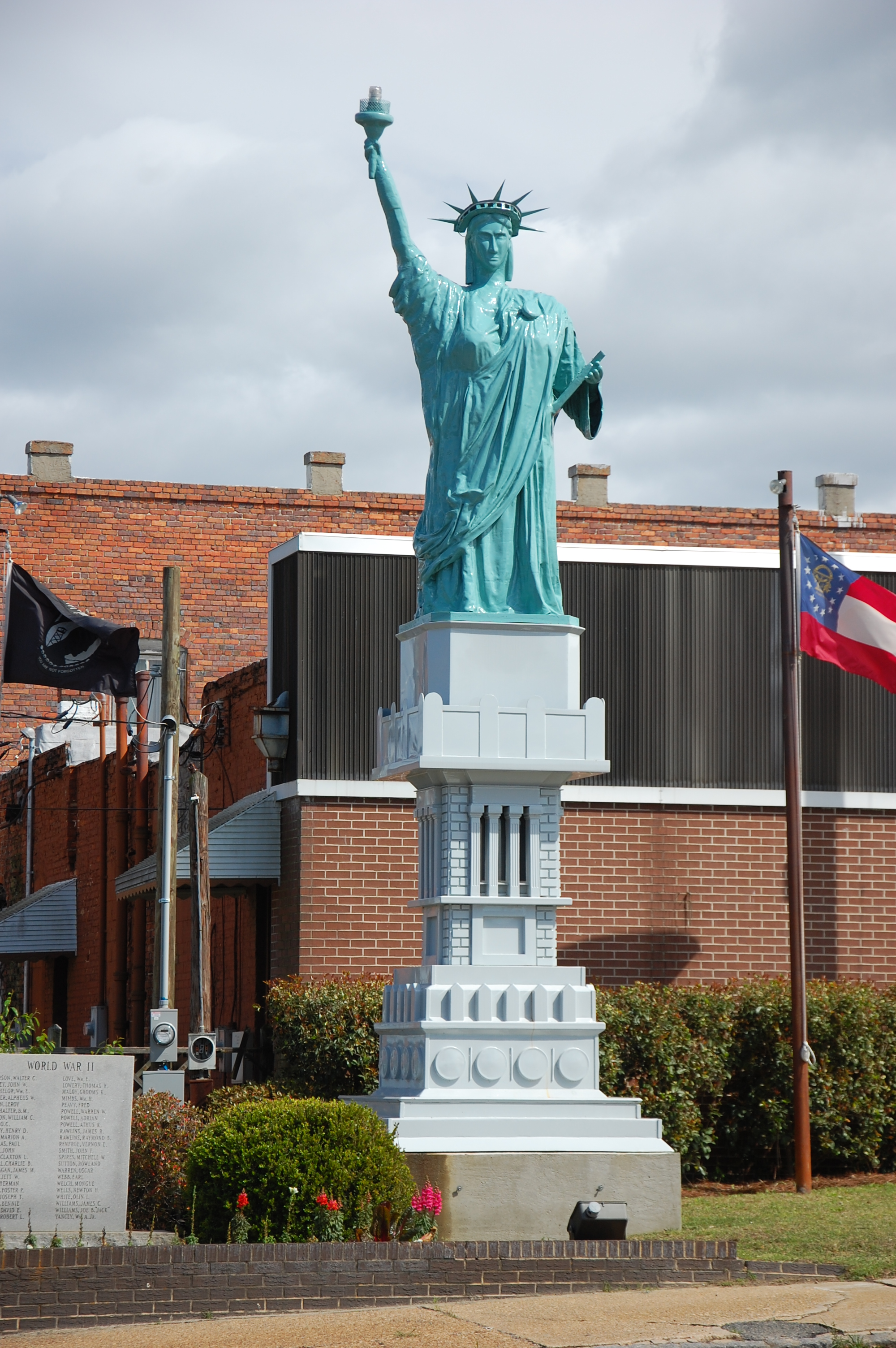

Une répliques de la statue de la Liberté au 1/12e est érigée dans le Liberty Square. Il y a aussi une réplique de la Liberty Bell.

## Source
- (en) Cet article est partiellement ou en totalité issu de l’article de Wikipédia en anglais intitulé « McRae, Georgia » (voir la liste des auteurs).